# قانون مكافحة الإشعاع من مخلفات اليورانيوم
قانون مكافحة الإشعاع من مخلفات اليورانيوم لعام 1978 هو قانون بيئي للولايات المتحدة قام بتعديل قانون الطاقة الذرية لعام 1954 وأذن لوكالة حماية البيئة بوضع معايير صحية وبيئية للتخلص من نفايات اليورانيوم.

## نبذة
يتطلب البند الأول من القانون من وكالة حماية البيئة أن تضع معايير لحماية البيئة تتفق مع قانون الحفاظ على الموارد واستعادتها، بما في ذلك حدود حماية المياه الجوفية؛ وايضا وزارة الطاقة لتنفيذ معايير وكالة حماية البيئة وتوفير الرعاية الدائمة لبعض المواقع؛ ولجنة التنظيم النووي لمراجعة عمليات التنظيف ومواقع الترخيص للولايات أو وزارة الطاقة للحصول على الرعاية الدائمة.
أنشأ الباب الأول برنامج عمل علاجي لمصنع اليورانيوم بتمويل مشترك من الحكومة الفيدرالية والدولة. خصص الباب الأول من القانون أيضًا 22 موقعًا غير نشط لتعدين اليورانيوم للمعالجة، مما أدى إلى احتواء 40 مليون ياردة مكعبة من المواد المشعة ذات المستوى المنخفض.